# 松崎浪四郎
松崎 浪四郎（まつざき なみしろう、1833年3月30日（天保4年2月10日） - 1896年（明治29年）6月19日）は、幕末・明治期の剣術家。流派は加藤田神陰流。称号は大日本武徳会精錬証。諱は直之。一本目は必ず取ると言われたほどの達人であった。

## 経歴

### 青年期
久留米藩藩士・松崎八右衛門の子として久留米荘島町に生まれる。兄・宇左ヱ門は後に儒学者となる。
1844年（弘化元年）、神蔭流剣術（加藤田神陰流）の加藤田平八郎と、宝蔵院流槍術の森平右衛門に入門。1848年（嘉永元年）に神蔭流の免許を、1849年（嘉永2年）に宝蔵院流の免許を受ける。1854年（安政元年）、神蔭流奥免許を受ける。
1855年（安政2年）3月、江戸へ武者修行に行く。5月8日に岡藩江戸藩邸で試合を行い桃井春蔵と斎藤新太郎に勝ち、上田馬之助に引き分け。千葉栄次郎には敗れたものの剣名は大いに高まった。10月末に帰国するまでに山岡鉄舟と知己を得ている。

### 維新前後
戊辰戦争磐城平の戦闘に参加。1871年（明治3年）11月17日、久留米藩の剣術指南役に就任。廃藩置県後の1872年（明治5年）6月29日には三潴県の県吏となり、戸長、第二大区長を務める。1876年（明治9年）3月、三潴県と福岡県の合併に伴い退職。その後、西南戦争田原坂の戦いに参加したともいわれる。

### 明治期の試合記録
1883年（明治16年）、山岡鉄舟との音信が復活する。翌1884年（明治17年）2月、山岡の要請により上京。公家の鷲尾隆聚の道場・明鏡館を預かり、山岡の道場春風館にも通う。3月7日、宮内省済寧館で河田景与、渡辺昇、上田馬之助らと立合う。3月14日、鍛冶橋にある警視庁巡査本部道場で開かれた撃剣世話掛の大会に飛び入り出場。浪四郎の強さに一同感服して上座に請じた。済寧館剣槍術大会にも出場し、得能関四郎（警視庁）に引き分け、吉田武士郎（宮内省）には勝利。また、春風館で山岡と立合い勝利を収めたが、その試合をきっかけに山岡の無刀流に流儀を改め、竹刀を3尺8寸から3尺2寸に切り詰めた。
1884年（明治17年）8月23日、鷲尾、山岡が結成した剣槍柔術永続社に剣術教授方として参加。11月8日、警視庁主催の第3回向ヶ岡弥生社撃剣大会に出場し、奥村左近太に敗れる。1885年（明治18年）4月15日、済寧館御用掛に任命される。7月7日、伊藤博文邸での剣柔術天覧試合で宮内省剣術の名誉をかけ、警視庁剣術の逸見宗助と立合い籠手を決め勝利。同年10月20日、済寧館御用掛を辞職し帰郷。福岡県御用掛となる。1886年（明治19年）9月1日、福岡県書記兼看守副長となり、1887年（明治20年）12月6日まで務める。

### 晩年
1888年（明治21年）1月4日、京都府警察本部雇となり巡査教習所武科教師を務める。その後も高山峰三郎、奥村左近太らと名勝負を繰り広げる。
1895年（明治28年）10月26-28日、大日本武徳会第1回武徳祭大演武会に出場し、山岡の高弟香川善治郎と対戦。同会から精錬証を授与された。この試合が最期の試合となった。
1896年（明治29年）6月19日、京都市上京区椹木町通烏丸西入ル養安町の自宅で死去。64歳。戒名は剣光院玄叟了空居士。妙心寺塔頭隣華院に葬られた。